# Rencontres de la Coupe d'Europe de rugby à XV 2020-2021
 (décembre 2021).
Si vous disposez d'ouvrages ou d'articles de référence ou si vous connaissez des sites web de qualité traitant du thème abordé ici, merci de compléter l'article en donnant les références utiles à sa vérifiabilité et en les liant à la section « Notes et références ».
Cet article recense les rencontres organisées durant la Coupe d'Europe de rugby à XV 2020-2021.

## Phase de poules

### Poule A
| Résultats (▼dom., ►ext.) | WAS  | BOR   | LEI   | BAT  | TLN  | EDI   | SAL   | LAR  | SCA   | NOR   | MON   | DRA  |
| Wasps                    | —    | —     | —     | —    | —    | —     | —     | —    | —     | —     | 33-14 | —    |
| Bordeaux Bègles          | —    | —     | —     | —    | —    | —     | —     | —    | —     | —     | —     | 47-8 |
| Leinster Rugby           | —    | —     | —     | —    | —    | —     | —     | —    | —     | 35-19 | —     | —    |
| Bath Rugby               | —    | —     | —     | —    | —    | —     | —     | —    | 19-23 | —     | —     | —    |
| RC Toulon                | —    | —     | —     | —    | —    | —     | 26-14 | —    | —     | —     | —     | —    |
| Édimbourg Rugby          | —    | —     | —     | —    | —    | —     | —     | 8-13 | —     | —     | —     | —    |
| Sale Sharks              | —    | —     | —     | —    | —    | 15-16 | —     | —    | —     | —     | —     | —    |
| Stade rochelais          | —    | —     | —     | 28-0 | —    | —     | —     | —    | —     | —     | —     | —    |
| Scarlets                 | —    | —     | —     | —    | 28-0 | —     | —     | —    | —     | —     | —     | —    |
| Northampton Saints       | —    | 12-16 | —     | —    | —    | —     | —     | —    | —     | —     | —     | —    |
| Montpellier HR           | —    | —     | 14-35 | —    | —    | —     | —     | —    | —     | —     | —     | —    |
| Dragons                  | 8-24 | —     | —     | —    | —    | —     | —     | —    | —     | —     | —     | —    |

- Victoire à domicile
- Match nul
- Victoire à l'extérieur

Les horaires sont donnés en heure locale.

#### 1rejournée
| 11 décembre 2020 17h30 WET | Northampton Saints                         | 12 - 16 (9 - 9) | Union Bordeaux Bègles | Franklin's Gardens, Northampton 2 000 spectateurs Arbitre : Ben Whitehouse |
| 11 décembre 2020 17h30 WET | Pénalité(s) : 4 Biggar (6e, 12e, 26e, 44e) | Rapport         | Essai(s) : 1 Cordero (73e) Transformation(s) : 1 Jalibert (74e) Pénalité(s) : 3 Botica (24e, 35e, 40e+1) Carton(s) jaune(s) : 2 Woki (47e), Lucu (64e) | Franklin's Gardens, Northampton 2 000 spectateurs Arbitre : Ben Whitehouse |
| 11 décembre 2020 17h30 WET |                                            | Rapport         | | Franklin's Gardens, Northampton 2 000 spectateurs Arbitre : Ben Whitehouse |

| 12 décembre 2020 16h15 CET | RC Toulon | 26 - 14 (16 - 0) | Sale Sharks                                                                        | Stade Mayol, Toulon 0 spectateurs Arbitre : Frank Murphy |
| 12 décembre 2020 16h15 CET | Essai(s) : 2 Villière (28e), Moyano (55e) Transformation(s) : 2 Carbonel (29e, 56e) Pénalité(s) : 4 Carbonel (20e, 26e, 40e, 44e) | Rapport          | Essai(s) : 2 Yarde (65e), Phillips (69e) Transformation(s) : 2 MacGinty (66e, 70e) | Stade Mayol, Toulon 0 spectateurs Arbitre : Frank Murphy |
| 12 décembre 2020 16h15 CET | | Rapport          |                                                                                    | Stade Mayol, Toulon 0 spectateurs Arbitre : Frank Murphy |

| 12 décembre 2020 15h15 WET | Bath Rugby                                                                          | 19 - 23 (14 - 10) | Scarlets | Recreation Ground, Bath 2 000 spectateurs Arbitre : Alexandre Ruiz |
| 12 décembre 2020 15h15 WET | Essai(s) : 2 McConnochie (18e), Stuart (52e) Pénalité(s) : 3 Spencer (2e, 25e, 34e) | Rapport           | Essai(s) : 2 Davies (7e), Hardy (64e) Transformation(s) : 2 Halfpenny (8e, 65e) Pénalité(s) : 3 Halfpenny (32e, 46e, 75e) | Recreation Ground, Bath 2 000 spectateurs Arbitre : Alexandre Ruiz |
| 12 décembre 2020 15h15 WET |                                                                                     | Rapport           | | Recreation Ground, Bath 2 000 spectateurs Arbitre : Alexandre Ruiz |

| 12 décembre 2020 17h30 WET | Dragons                                                                                                  | 8 - 24 (3 - 12) | Wasps | Rodney Parade, Newport 0 spectateurs Arbitre : Romain Poite |
| 12 décembre 2020 17h30 WET | Essai(s) : 1 Holmes (49e) Pénalité(s) : 1 Davies (23e) Carton(s) jaune(s) : 2 Rosser (18e), Jarvis (54e) | Rapport         | Essai(s) : 4 Cruse (19e), Robson (29e), Willis (69e), Young (72e) Transformation(s) : 2 Gopperth (30e, 73e) Carton(s) jaune(s) : 2 Sopoaga (42e), Rowlands (76e) | Rodney Parade, Newport 0 spectateurs Arbitre : Romain Poite |
| 12 décembre 2020 17h30 WET | | Rapport         | | Rodney Parade, Newport 0 spectateurs Arbitre : Romain Poite |

| 12 décembre 2020 18h30 CET | Montpellier HR                                                          | 14 - 35 (6 - 20) | Leinster Rugby | GGL Stadium, Montpellier 0 spectateurs Arbitre : Karl Dickson |
| 12 décembre 2020 18h30 CET | Essai(s) : 1 N'Gandebe (76e) Pénalité(s) : 3 Paillaugue (20e, 32e, 42e) | Rapport          | Essai(s) : 5 Van der Flier (4e), Frawley (25e), Kearney (35e), Leavy (68e), O'Brien (79e) Transformation(s) : 2 R. Byrne (36e), H. Byrne (80e) Pénalité(s) : 2 R. Byrne (10e, 63e) | GGL Stadium, Montpellier 0 spectateurs Arbitre : Karl Dickson |
| 12 décembre 2020 18h30 CET |                                                                         | Rapport          | | GGL Stadium, Montpellier 0 spectateurs Arbitre : Karl Dickson |

| 12 décembre 2020 20h00 WET | Édimbourg Rugby                                                | 8 - 13 (3 - 8) | Stade rochelais                                                        | Murrayfield Stadium, Édimbourg 0 spectateurs Arbitre : Luke Pearce |
| 12 décembre 2020 20h00 WET | Essai(s) : 1 Kinghorn (51e) Pénalité(s) : 1 Van der Walt (37e) | Rapport        | Essai(s) : 2 Rhule (24e), Sinzelle (42e) Pénalité(s) : 1 Plisson (11e) | Murrayfield Stadium, Édimbourg 0 spectateurs Arbitre : Luke Pearce |
| 12 décembre 2020 20h00 WET |                                                                | Rapport        |                                                                        | Murrayfield Stadium, Édimbourg 0 spectateurs Arbitre : Luke Pearce |

#### 2ejournée
| Rencontre annulée | Scarlets | 28 - 0 (tapis vert) | RC Toulon | Parc y Scarlets, Llanelli |
| Rencontre annulée | Rapport  |                     |           | Parc y Scarlets, Llanelli |
| Rencontre annulée |          |                     |           | Parc y Scarlets, Llanelli |

| 18 décembre 2020 20h00 WET | Wasps | 33 - 14 (12 - 7) | Montpellier HR | Ricoh Arena, Coventry Arbitre : Andrew Brace |
| 18 décembre 2020 20h00 WET | Essai(s) : 5 Barbeary (22e, 62e), Gaskell (27e), Odogwu (49e), Atkinson (79e) Transformation(s) : 4 Gopperth (27e, 50e, 62e), Atkinson (80e) Carton(s) jaune(s) : 1 Barbeary (64e) | Rapport          | Essai(s) : 2 Lozowski (31e), Reilhac (45e) Transformation(s) : 2 Paillaugue (32e, 46e) Carton(s) rouge(s) : 1 Immelman (6e) | Ricoh Arena, Coventry Arbitre : Andrew Brace |
| 18 décembre 2020 20h00 WET | | Rapport          | | Ricoh Arena, Coventry Arbitre : Andrew Brace |

| 19 décembre 2020 13h00 WET | Leinster Rugby | 35 - 19 (22 - 14) | Northampton Saints                                                                                 | RDS Arena, Dublin Arbitre : Pierre Brousset |
| 19 décembre 2020 13h00 WET | Essai(s) : 4 Murphy (2e), Healy (15e), Kearney (40e+1), Gibson-Park (42e) Transformation(s) : 3 Byrne (3e, 16e, 43e) Pénalité(s) : 3 Byrne (27e, 60e, 71e) | Rapport           | Essai(s) : 3 Dingwall (2e), James (34e), Isiekwe (43e) Transformation(s) : 2 Hutchinson (21e, 34e) | RDS Arena, Dublin Arbitre : Pierre Brousset |
| 19 décembre 2020 13h00 WET | | Rapport           | | RDS Arena, Dublin Arbitre : Pierre Brousset |

| Rencontre annulée | Stade rochelais | 28 - 0 (tapis vert) | Bath Rugby | Stade Marcel-Deflandre, La Rochelle |
| Rencontre annulée | Rapport         |                     |            | Stade Marcel-Deflandre, La Rochelle |
| Rencontre annulée |                 |                     |            | Stade Marcel-Deflandre, La Rochelle |

| 19 décembre 2020 21h00 CET | Union Bordeaux Bègles | 47 - 8 (19 - 3) | Dragons                                                 | Stade Chaban-Delmas, Bordeaux Arbitre : Christophe Ridley |
| 19 décembre 2020 21h00 CET | Essai(s) : 7 Diaby (7e), Jalibert (43e), Cordero (33e, 41e, 60e), Lamothe (40e+1), Lam (72e) Transformation(s) : 5 Jalibert (8e, 40e+2, 41e, 43e, 61e), Botica (73e) | Rapport         | Essai(s) : 1 Tompkins (69e) Pénalité(s) : 1 Lewis (11e) | Stade Chaban-Delmas, Bordeaux Arbitre : Christophe Ridley |
| 19 décembre 2020 21h00 CET | | Rapport         |                                                         | Stade Chaban-Delmas, Bordeaux Arbitre : Christophe Ridley |

| 19 décembre 2020 20h00 WET | Sale Sharks | 15 - 16 (12 - 0) | Édimbourg Rugby                                                                                                  | AJ Bell Stadium, Eccles Arbitre : Romain Poite |
| 19 décembre 2020 20h00 WET | Essai(s) : 2 Solomona (12e), Janse van Rensburg (19e) Transformation(s) : 1 R.du Preez (14e) Pénalité(s) : 1 R.du Preez (69e) Carton(s) jaune(s) : 1 JL.du Preez (70e) | Rapport          | Essai(s) : 1 Bennett (51e) Transformation(s) : 1 van der Walt (52e) Pénalité(s) : 3 van der Walt (58e, 61e, 70e) | AJ Bell Stadium, Eccles Arbitre : Romain Poite |
| 19 décembre 2020 20h00 WET | | Rapport          | | AJ Bell Stadium, Eccles Arbitre : Romain Poite |

#### 3eet4ejournées annulées
Les rencontres de la 3e et 4e journées sont annulées après la demande du gouvernement français aux clubs français de « reporter leur participation aux rencontres de Coupe d'Europe au moins jusqu'à début février, à la fois pour les matchs organisés en France et ceux se tenant sur les sols britannique et irlandais ».

### Poule B
| Résultats (▼dom., ►ext.) | EXE  | LYO  | ULS   | BRI   | R92  | MUN   | HAR  | CLE   | CON   | GLO   | TLS   | GLA  |
| Exeter Chiefs            | —    | —    | —     | —     | —    | —     | —    | —     | —     | —     | —     | 42-0 |
| Lyon OU                  | —    | —    | —     | —     | —    | —     | —    | —     | —     | 55-10 | —     | —    |
| Ulster Rugby             | —    | —    | —     | —     | —    | —     | —    | —     | —     | —     | 22-29 | —    |
| Bristol Bears            | —    | —    | —     | —     | —    | —     | —    | 38-51 | —     | —     | —     | —    |
| Racing 92                | —    | —    | —     | —     | —    | —     | —    | —     | 26-22 | —     | —     | —    |
| Munster Rugby            | —    | —    | —     | —     | —    | —     | 21-7 | —     | —     | —     | —     | —    |
| Harlequins               | —    | —    | —     | —     | 7-49 | —     | —    | —     | —     | —     | —     | —    |
| ASM Clermont             | —    | —    | —     | —     | —    | 31-39 | —    | —     | —     | —     | —     | —    |
| Connacht                 | —    | —    | —     | 18-27 | —    | —     | —    | —     | —     | —     | —     | —    |
| Gloucester Rugby         | —    | —    | 38-34 | —     | —    | —     | —    | —     | —     | —     | —     | —    |
| Stade toulousain         | 28-0 | —    | —     | —     | —    | —     | —    | —     | —     | —     | —     | —    |
| Glasgow Warriors         | —    | 0-28 | —     | —     | —    | —     | —    | —     | —     | —     | —     | —    |

- Victoire à domicile
- Match nul
- Victoire à l'extérieur

#### 1rejournée
| 11 décembre 2020 20h00 WET | Ulster Rugby | 22 - 29 (12 - 14) | Stade toulousain | Kingspan Stadium, Belfast 500 spectateurs Arbitre : Matthew Carley |
| 11 décembre 2020 20h00 WET | Essai(s) : 3 Herring (13e, 56e), Madigan (16e) Transformation(s) : 2 Cooney (14e, 57e) Pénalité(s) : 1 Cooney (43e) | Rapport           | Essai(s) : 4 Kolbe (19e, 64e), Dupont (38e), Arnold (52e) Transformation(s) : 3 Ramos (20e, 39e, 53e) Pénalité(s) : 1 Ramos (76e) Carton(s) jaune(s) : 1 Médard (69e) | Kingspan Stadium, Belfast 500 spectateurs Arbitre : Matthew Carley |
| 11 décembre 2020 20h00 WET | | Rapport           | | Kingspan Stadium, Belfast 500 spectateurs Arbitre : Matthew Carley |

| 12 décembre 2020 13h00 WET | Bristol Bears | 38 - 51 (14 - 29) | ASM Clermont | Ashton Gate, Bristol 0 spectateurs Arbitre : Andrew Brace |
| 12 décembre 2020 13h00 WET | Essai(s) : 5 Malins (20e), Byrne (35e), Randall (48e), Lloyd (73e), Piutau (77e) Transformation(s) : 5 Sheedy (21e, 36e, 48e), Malins (74e, 78e) Pénalité(s) : 1 Sheedy (42e) | Rapport           | Essai(s) : 7 Matsushima (3e, 26e, 68e), Naqalevu (6e), Penaud (14e, 52e), Lee (63e) Transformation(s) : 5 Lopez (4e, 7e, 15e, 53e, 69e) Pénalité(s) : 2 Lopez (39e, 45e) Carton(s) jaune(s) : 1 Bézy (79e) | Ashton Gate, Bristol 0 spectateurs Arbitre : Andrew Brace |
| 12 décembre 2020 13h00 WET | | Rapport           | | Ashton Gate, Bristol 0 spectateurs Arbitre : Andrew Brace |

| 13 décembre 2020 14h00 CET | Lyon OU | 55 - 10 (26 - 10) | Gloucester Rugby                                                                                | Matmut Stadium Gerland, Lyon 0 spectateurs Arbitre : Mike Adamson |
| 13 décembre 2020 14h00 CET | Essai(s) : 8 Mignot (9e, 51e, 61e), Nakaitaci (13e), Rodda (17e), Bastareaud (23e), Ngatai (42e), Cretin (73e) Transformation(s) : 6 Wisniewski (10e, 18e, 24e, 43e, 62e), Berdeu (74e) Pénalité(s) : 1 Wisniewski (46e) | Rapport           | Essai(s) : 1 Nagle-Taylor (19e) Transformation(s) : 1 Barton (20e) Pénalité(s) : 1 Barton (27e) | Matmut Stadium Gerland, Lyon 0 spectateurs Arbitre : Mike Adamson |
| 13 décembre 2020 14h00 CET | | Rapport           |                                                                                                 | Matmut Stadium Gerland, Lyon 0 spectateurs Arbitre : Mike Adamson |

| 13 décembre 2020 16h15 CET | Racing 92 | 26 - 22 (19 - 8) | Connacht Rugby | Paris La Défense Arena, Nanterre 0 spectateurs Arbitre : Wayne Barnes |
| 13 décembre 2020 16h15 CET | Essai(s) : 4 Colombe (5e), Beale (16e), Taofifénua (23e), Bird (50e) Transformation(s) : 3 Machenaud (6e), Iribaren (17e, 51e) | Rapport          | Essai(s) : 3 Healy (40e), Wootton (61e), Oliver (75e) Transformation(s) : 2 Carty (62e), Daly (en) (76e) Pénalité(s) : 1 Carty (11e) | Paris La Défense Arena, Nanterre 0 spectateurs Arbitre : Wayne Barnes |
| 13 décembre 2020 16h15 CET | | Rapport          | | Paris La Défense Arena, Nanterre 0 spectateurs Arbitre : Wayne Barnes |

| 13 décembre 2020 15h15 WET | Exeter Chiefs | 42 - 0 (14 - 0) | Glasgow Warriors                     | Sandy Park, Exeter 2 000 spectateurs Arbitre : Mathieu Raynal |
| 13 décembre 2020 15h15 WET | Essai(s) : 6 S. Simmonds (13e), Gray (22e), Hogg (41e), Yeandle (53e), Woodburn (65e), Hill (80e+1) Transformation(s) : 6 J. Simmonds (14e, 23e, 42e, 54e, 66e, 80e+2) | Rapport         | Carton(s) jaune(s) : 1 Johnson (23e) | Sandy Park, Exeter 2 000 spectateurs Arbitre : Mathieu Raynal |
| 13 décembre 2020 15h15 WET | | Rapport         |                                      | Sandy Park, Exeter 2 000 spectateurs Arbitre : Mathieu Raynal |

| 13 décembre 2020 17h30 WET | Munster Rugby | 21 - 7 (6 - 0) | Harlequins | Thomond Park, Limerick 0 spectateurs Arbitre : Pascal Gaüzère |
| 13 décembre 2020 17h30 WET | Essai(s) : 2 Essai de pénalité (49e), Coombes (70e) Pénalité(s) : 3 Hanrahan (12e, 37e), Healy (62e) Carton(s) jaune(s) : 1 Archer (46e) | Rapport        | Essai(s) : 1 Murley (55e) Transformation(s) : 1 Smith (56e) Carton(s) jaune(s) : 3 Chisholm (38e), Evans (49e), Dombrandt (63e) | Thomond Park, Limerick 0 spectateurs Arbitre : Pascal Gaüzère |
| 13 décembre 2020 17h30 WET | | Rapport        | | Thomond Park, Limerick 0 spectateurs Arbitre : Pascal Gaüzère |

#### 2ejournée
| Rencontre annulée | Glasgow Warriors | 0 - 28 (tapis vert) | Lyon OU | Scotstoun Stadium, Glasgow |
| Rencontre annulée |                  |                     |         | Scotstoun Stadium, Glasgow |
| Rencontre annulée |                  |                     |         | Scotstoun Stadium, Glasgow |

| 19 décembre 2020 15h15 WET | Gloucester Rugby | 38 - 34 (17 - 10) | Ulster Rugby | Kingsholm Stadium, Gloucester Arbitre : Alexandre Ruiz |
| 19 décembre 2020 15h15 WET | Essai(s) : 5 Rees-Zammit (5e), de pénalité (26e, 74e), Atkinson (41e), Barton (80e+4) Transformation(s) : 5 Evans (7e, 43e, 80e+5), de pénalité (26e, 74e) Pénalité(s) : 1 Evans (22e) Carton(s) jaune(s) : 1 Rees-Zammit (57e) | Rapport           | Essai(s) : 4 Burns (10e), Lowry (52e), de pénalité (57e), Cooney (67e) Transformation(s) : 4 Cooney (11e, 53e, 68e), de pénalité (57e) Pénalité(s) : 2 Cooney (33e, 65e) Carton(s) jaune(s) : 3 Herring (25e), O'Connor (26e), McIlroy (74e) | Kingsholm Stadium, Gloucester Arbitre : Alexandre Ruiz |
| 19 décembre 2020 15h15 WET | | Rapport           | | Kingsholm Stadium, Gloucester Arbitre : Alexandre Ruiz |

| 19 décembre 2020 18h30 CET | ASM Clermont | 31 - 39 (28 - 16) | Munster Rugby | Stade Marcel-Michelin, Clermont-Ferrand Arbitre : Matthew Carley |
| 19 décembre 2020 18h30 CET | Essai(s) : 4 Raka (1re), de pénalité (6e), Penaud (14e), Fourcade (23e) Transformation(s) : 4 Lopez (1re, 15e, 25e), de pénalité (60e) Pénalité(s) : 1 Lopez (60e) Carton(s) jaune(s) : 2 Cancoriet (56e), T.Lanen (68e) | Rapport           | Essai(s) : 3 Haley (28e), Stander (69e), O'Byrne (77e) Transformation(s) : 3 Hanrahan (29e, 71e, 77e) Pénalité(s) : 6 Hanrahan (4e, 8e, 19e, 43e, 52e, 57e) Carton(s) jaune(s) : 1 Daly (6e) | Stade Marcel-Michelin, Clermont-Ferrand Arbitre : Matthew Carley |
| 19 décembre 2020 18h30 CET | | Rapport           | | Stade Marcel-Michelin, Clermont-Ferrand Arbitre : Matthew Carley |

| 20 décembre 2020 15h15 WET | Harlequins                                                                                      | 7 - 49 (0 - 20) | Racing 92 | The Stoop, Twickenham Arbitre : Frank Murphy |
| 20 décembre 2020 15h15 WET | Essai(s) : 1 Steele (60e) Transformation(s) : 1 Smith (60e) Carton(s) jaune(s) : 1 Steele (49e) | Rapport         | Essai(s) : 7 Thomas (3e), Le Guen (16e), Zebo (41e), Colombe (49e), Taofifénua (57e), Baubigny (70e), Trinh-Duc (76e) Transformation(s) : 4 Machenaud (4e, 17e), Trinh-Duc (71e, 77e) Pénalité(s) : 2 Machenaud (12e, 21e) | The Stoop, Twickenham Arbitre : Frank Murphy |
| 20 décembre 2020 15h15 WET |                                                                                                 | Rapport         | | The Stoop, Twickenham Arbitre : Frank Murphy |

| 20 décembre 2020 15h15 WET | Connacht Rugby | 18 - 27 (3 - 5) | Bristol Bears | Galway Sportsground, Galway Arbitre : Mike Adamson |
| 20 décembre 2020 15h15 WET | Essai(s) : 2 O'Halloran (56e), Porch (74e) Transformation(s) : 1 Carty (57e) Pénalité(s) : 2 Carty (40e+1, 66e) Carton(s) jaune(s) : 1 Aki (41e) | Rapport         | Essai(s) : 4 Byrne (34e), Holmes (47e), O'Conor (50e), Lloyd (71e) Transformation(s) : 2 Sheedy (48e, 51e) Pénalité(s) : 1 Sheedy (78e) Drop(s) : 1 S.Piutau (66e) | Galway Sportsground, Galway Arbitre : Mike Adamson |
| 20 décembre 2020 15h15 WET | | Rapport         | | Galway Sportsground, Galway Arbitre : Mike Adamson |

| Rencontre annulée | Stade toulousain | 28 - 0 (tapis vert) | Exeter Chiefs | Stade Ernest-Wallon, Toulouse |
| Rencontre annulée |                  |                     |               | Stade Ernest-Wallon, Toulouse |
| Rencontre annulée |                  |                     |               | Stade Ernest-Wallon, Toulouse |

#### 3eet4ejournées annulées
Les rencontres de la 3e et 4e journées sont annulées après la demande du gouvernement français aux clubs français de « reporter leur participation aux rencontres de Coupe d'Europe au moins jusqu'à début février, à la fois pour les matchs organisés en France et ceux se tenant sur les sols britannique et irlandais ».

## Phase finale

### Huitièmes de finale
Les huitièmes de finale se jouent le weekend du 2 au 4 avril 2021.
| Rencontre annulée | Leinster | 28 - 0 (tapis vert) | RC Toulon |  |
| Rencontre annulée |          |                     |           |  |
| Rencontre annulée |          |                     |           |  |

| 2 avril 2021 21 h | Gloucester Rugby | 16 - 27 (13 - 15) | Stade rochelais | Kingsholm Stadium, Gloucester 0 spectateurs Arbitre : Andrew Brace |
| 2 avril 2021 21 h | Essai(s) : 1 Ackermann (31e) Transformation(s) : 1 Barton (32e) Pénalité(s) : 3 Barton (2e, 12e, 59e) Carton(s) jaune(s) : 1 Ludlow (47e) | Rapport           | Essai(s) : 2 Leyds (8e), Retière (22e) Transformation(s) : 1 West (23e) Pénalité(s) : 5 West (17e, 48e, 55e), Plisson (65e, 71e) | Kingsholm Stadium, Gloucester 0 spectateurs Arbitre : Andrew Brace |
| 2 avril 2021 21 h | | Rapport           | | Kingsholm Stadium, Gloucester 0 spectateurs Arbitre : Andrew Brace |

| 3 avril 2021 13 h 30 | Wasps | 25 - 27 (20 - 14) | ASM Clermont Auvergne | Ricoh Arena, Coventry 0 spectateurs Arbitre : Frank Murphy |
| 3 avril 2021 13 h 30 | Essai(s) : 3 Odogwu (5e), Bassett (23e), Harris (54e) Transformation(s) : 2 Umaga (5e, 24e) Pénalité(s) : 2 Umaga (39e, 42e) Carton(s) jaune(s) : 1 Kibirige (79e) | Rapport           | Essai(s) : 3 Bézy (11e), Ravai (17e), Matsushima (82e) Transformation(s) : 3 Nanai-Williams (12e), Lopez (20e, 83e) Pénalité(s) : 2 Lopez (52e, 67e) | Ricoh Arena, Coventry 0 spectateurs Arbitre : Frank Murphy |
| 3 avril 2021 13 h 30 | | Rapport           | | Ricoh Arena, Coventry 0 spectateurs Arbitre : Frank Murphy |

| 3 avril 2021 16 h | Munster Rugby | 33 - 40 (16 - 9) | Stade toulousain | Thomond Park, Limerick 0 spectateurs Arbitre : Wayne Barnes |
| 3 avril 2021 16 h | Essai(s) : 4 Earls (24e, 27e), Coombes (50e, 80e) Transformation(s) : 2 Carbery (51e), Casey (80e) Pénalité(s) : 3 Carbery (14e, 40e), Hanrahan (65e) Carton(s) jaune(s) : 1 Farrell (4e) | Rapport          | Essai(s) : 4 Lebel (42e), Marchand (54e), Dupont (67e, 76e) Transformation(s) : 4 Ntamack (43e, 55e, 68e, 77e) Pénalité(s) : 4 Ntamack (3e, 16e, 30e, 75e) Carton(s) jaune(s) : 1 Castets (80e) | Thomond Park, Limerick 0 spectateurs Arbitre : Wayne Barnes |
| 3 avril 2021 16 h | | Rapport          | | Thomond Park, Limerick 0 spectateurs Arbitre : Wayne Barnes |

| 3 avril 2021 18 h 30 | Exeter Chiefs | 47 - 25 (26 - 20) | Lyon OU | Sandy Park, Exeter 0 spectateurs Arbitre : Ben Whitehouse |
| 3 avril 2021 18 h 30 | Essai(s) : 7 Hill (14e, 25e), O'Flaherty (28e), Devoto (38e), Ewers (50e), Essai de pénalité (62e), Woodburn (75e) Transformation(s) : 5 Simmonds (27e, 30e, 39e, 51e), Skinner (77e) Carton(s) jaune(s) : 1 Kirsten (78e) | Rapport           | Essai(s) : 3 Couilloud (5e), Mignot (8e), Cretin (79e) Transformation(s) : 2 Wisniewski (6e, 9e) Pénalité(s) : 2 Wisniewski (17e, 34e) Carton(s) jaune(s) : 2 Devisme (25e), Chiocci (57e) | Sandy Park, Exeter 0 spectateurs Arbitre : Ben Whitehouse |
| 3 avril 2021 18 h 30 | | Rapport           | | Sandy Park, Exeter 0 spectateurs Arbitre : Ben Whitehouse |

| 4 avril 2021 13 h 30 | Racing 92 | 56 - 3 (20 - 3) | Édimbourg Rugby                | Paris La Défense Arena, Nanterre 0 spectateurs Arbitre : Luke Pearce |
| 4 avril 2021 13 h 30 | Essai(s) : 7 Machenaud (33e), Chat (25e), Joseph (62e), Gogichashvili (66e), Thomas (69e, 74e), Trinh-Duc (79e) Transformation(s) : 6 Machenaud (26e, 34e), Iribaren (63e, 67e, 70e, 80e) Pénalité(s) : 2 Machenaud (7e, 31e), Gibert (56e) | Rapport         | Pénalité(s) : 1 Kinghorn (13e) | Paris La Défense Arena, Nanterre 0 spectateurs Arbitre : Luke Pearce |
| 4 avril 2021 13 h 30 | | Rapport         |                                | Paris La Défense Arena, Nanterre 0 spectateurs Arbitre : Luke Pearce |

| 4 avril 2021 16 h | Union Bordeaux Bègles | 36 - 17 (15 - 14) | Bristol Bears                                                       | Stade Chaban-Delmas, Bordeaux 0 spectateurs Arbitre : Mike Adamson |
| 4 avril 2021 16 h | Essai(s) : 3 Jalibert (44e), Dweba (70e), Ducuing (79e) Transformation(s) : 3 Jalibert (45e), Lucu (71e, 80e) Pénalité(s) : 5 Jalibert (9e,15e, 21e, 34e, 40e) Carton(s) jaune(s) : 2 Douglas (67e), Cazeaux (77e) | Rapport           | Essai(s) : 1 Purdy (6e) Pénalité(s) : 4 Sheedy (13e, 17e, 26e, 55e) | Stade Chaban-Delmas, Bordeaux 0 spectateurs Arbitre : Mike Adamson |
| 4 avril 2021 16 h | | Rapport           |                                                                     | Stade Chaban-Delmas, Bordeaux 0 spectateurs Arbitre : Mike Adamson |

| 4 avril 2021 18 h 30 | Scarlets                                                                          | 14 - 57 (0 - 23) | Sale Sharks | Parc y Scarlets, Llanelli 0 spectateurs Arbitre : Mathieu Raynal |
| 4 avril 2021 18 h 30 | Essai(s) : 2 Owens (46e), Morgan (76e) Transformation(s) : 2 Halfpenny (47e, 76e) |                  | Essai(s) : 6 MacGinty (41e), van der Merwe (16e, 30e), Yarde (51e), Beaumont (62e), Quirke (77e) Transformation(s) : 6 AJ MacGinty (17e, 31e, 42e, 53e, 63e, 78e) Pénalité(s) : 5 AJ MacGinty (2e, 25e, 36e, 68e, 70e) | Parc y Scarlets, Llanelli 0 spectateurs Arbitre : Mathieu Raynal |
| 4 avril 2021 18 h 30 |                                                                                   |                  | | Parc y Scarlets, Llanelli 0 spectateurs Arbitre : Mathieu Raynal |

### Quarts de finale
Les quarts de finale se jouent le weekend du 9 au 11 avril 2021.
| 10 avril 2021 16 h | Stade rochelais | 45 - 21 (18 - 16) | Sale Sharks | Stade Marcel-Deflandre, La Rochelle Arbitre : Andrew Brace |
| 10 avril 2021 16 h | Essai(s) : 6 Alldritt (28e), Leyds (36e), Rhule (41e, 51e), Doumayrou (61e, 69e) Transformation(s) : 3 West (37e, 42e, 62e) Pénalité(s) : 3 West (11e, 21e, 65e) | Rapport           | Essai(s) : 2 James (40e + 1), McGuigan (76e) Transformation(s) : 1 MacGinty (40e + 4) Pénalité(s) : 3 MacGinty (9e, 26e, 33e) | Stade Marcel-Deflandre, La Rochelle Arbitre : Andrew Brace |
| 10 avril 2021 16 h | | Rapport           | | Stade Marcel-Deflandre, La Rochelle Arbitre : Andrew Brace |

| 10 avril 2021 18 h 30 | Exeter Chiefs | 22 - 34 (20 - 14) | Leinster | Sandy Park, Exeter Arbitre : Mathieu Raynal |
| 10 avril 2021 18 h 30 | Essai(s) : 3 O'Flaherty (2e, 7e), Ewers (42e) Transformation(s) : 2 Simmonds (3e, 9e) Pénalité(s) : 1 Simmonds (47e) | Rapport           | Essai(s) : 3 Lowe (17e), Larmour (28e, 56e) Transformation(s) : 2 Sexton (18e), Byrne (29e) Pénalité(s) : 5 Byrne (32e, 40e, 50e, 65e, 79e) | Sandy Park, Exeter Arbitre : Mathieu Raynal |
| 10 avril 2021 18 h 30 | | Rapport           | | Sandy Park, Exeter Arbitre : Mathieu Raynal |

| 11 avril 2021 13 h 30 | Union Bordeaux Bègles                                                                                     | 24 - 21 (9 - 9) | Racing 92 | Stade Chaban-Delmas, Bordeaux Arbitre : Matthew Carley |
| 11 avril 2021 13 h 30 | Pénalité(s) : 8 Jalibert (5e, 16e, 22e, 48e, 59e, 61e, 74e, 80e + 2) Carton(s) jaune(s) : 1 Lamerat (35e) | Rapport         | Essai(s) : 1 Gibert (14e) Transformation(s) : 6 Machenaud (2e, 25e, 44e, 53e), Iribaren (67e, 79e) Carton(s) jaune(s) : 1 Chouzenoux (63e) | Stade Chaban-Delmas, Bordeaux Arbitre : Matthew Carley |
| 11 avril 2021 13 h 30 | | Rapport         | | Stade Chaban-Delmas, Bordeaux Arbitre : Matthew Carley |

| 11 avril 2021 16 h | ASM Clermont                               | 12 - 21 (6 - 6) | Stade toulousain                                            | Stade Marcel-Michelin, Clermont-Ferrand Arbitre : Luke Pearce |
| 11 avril 2021 16 h | Pénalité(s) : 4 Parra (24e, 28e, 41e, 57e) | Rapport         | Pénalité(s) : 7 Ntamack (32e, 39e, 48e, 55e, 61e, 64e, 72e) | Stade Marcel-Michelin, Clermont-Ferrand Arbitre : Luke Pearce |
| 11 avril 2021 16 h |                                            | Rapport         |                                                             | Stade Marcel-Michelin, Clermont-Ferrand Arbitre : Luke Pearce |

### Demi-finales
Les demi-finales se jouent en un match, durant le weekend du 30 avril au 2 mai 2021, sur le terrain de la première équipe tirée au sort le dimanche 11 avril.
Les oppositions sont tirées au sort à l'issue des quarts-de-finale le 11 avril 2020. Le tirage ne prend pas en compte ni les résultats précédents ni la nationalité ou l'appartenance à une ligue des clubs. Le premier club tiré au sort joue la demi-finale 1 à domicile et le deuxième club se déplace pour l'affronter. De la même manière, le troisième club tiré au sort reçoit la dernière équipe.
| 1er mai 2021 16 h | Stade toulousain                                                                                                  | 21 - 9 (8 - 6) | Union Bordeaux Bègles                                                     | Stade Ernest-Wallon, Toulouse Arbitre : Wayne Barnes |
| 1er mai 2021 16 h | Essai(s) : 2 Lebel (5e), Dupont (71e) Transformation(s) : 1 Ntamack (72e) Pénalité(s) : 3 Ntamack (38e, 44e, 64e) | Rapport        | Pénalité(s) : 3 Jalibert (3e, 20e, 68e) Carton(s) jaune(s) : 1 Woki (25e) | Stade Ernest-Wallon, Toulouse Arbitre : Wayne Barnes |
| 1er mai 2021 16 h | | Rapport        |                                                                           | Stade Ernest-Wallon, Toulouse Arbitre : Wayne Barnes |

| 2 mai 2021 16 h | Stade rochelais | 32 - 23 (12 - 13) | Leinster | Stade Marcel-Deflandre, La Rochelle Arbitre : Matthew Carley |
| 2 mai 2021 16 h | Essai(s) : 2 Alldritt (65e), Skelton (73e) Transformation(s) : 2 West (67e, 75e) Pénalité(s) : 5 West (15e, 32e, 36e, 46e, 56e) Drop(s) : 1 West (18e) Carton(s) jaune(s) : 1 Liebenberg (7e) | Rapport           | Essai(s) : 2 Furlong (8e), Byrne (77e) Transformation(s) : 2 Byrne (8e, 77e) Pénalité(s) : 3 Byrne (20e, 26e, 52e) Carton(s) jaune(s) : 1 Lowe (54e) | Stade Marcel-Deflandre, La Rochelle Arbitre : Matthew Carley |
| 2 mai 2021 16 h | | Rapport           | | Stade Marcel-Deflandre, La Rochelle Arbitre : Matthew Carley |

### Finale
| Finale 22 mai 2021 17 h 45 | Stade rochelais                                                                                            | 17 - 22 (12 - 9) | Stade toulousain | Stade de Twickenham, Londres 10 000 spectateurs Arbitre : Luke Pearce |
| Finale 22 mai 2021 17 h 45 | Essai(s) : 1 Kerr-Barlow (72e) Pénalité(s) : 4 West (7e, 26e, 32e, 40e) Carton(s) rouge(s) : 1 Botia (27e) | Rapport          | Essai(s) : 1 Mallía (59e) Transformation(s) : 1 Ntamack (60e) Pénalité(s) : 5 Ntamack (4e, 10e, 37e, 46e, 69e) Carton(s) jaune(s) : 1 Elstadt (31e) | Stade de Twickenham, Londres 10 000 spectateurs Arbitre : Luke Pearce |
| Finale 22 mai 2021 17 h 45 | | Rapport          | | Stade de Twickenham, Londres 10 000 spectateurs Arbitre : Luke Pearce |